# Francis Warrain
Francis Warrain (1867-1940) est un artiste, philosophe et mathématicien français.
Il est l'auteur  d'une douzaine d'ouvrages d'exégèse et de métaphysique. Il y évoque notamment la pensée du mathématicien visionnaire polonais Hoëné Wronski, mais aussi la musique, la géométrie et divers thèmes chers aux occultistes.
Artiste autant que scientifique, il fut sculpteur et collectionneur, notamment de l’œuvre de Gustave Moreau.

## Biographie
Né le 10 octobre 1867 à Marseille dans une famille d'armateurs et négociants, Francis Hilarion Warrain est le fils d'Alexandre Horace Warrain et de Mme, née Roux. Il effectue dans sa ville natale ses études, ayant notamment pour condisciple Edmond Rostand. Il acheva ses classes à Paris. Marié en 1888, il prépara le concours de la Cour des comptes, auquel il renonça pour se consacrer à la sculpture sous la direction  de Louis Noël. Reçu au Salon des artistes français aux alentours de 1900, inspiré notamment par le Tétralogie wagnérienne, il exposait encore en 1923 à Paris.
« La sculpture ne devait cependant constituer qu’une étape dans l’évolution de cet esprit philosophique avant tout. Très vite, elle attira sa réflexion sur les immenses problèmes de tous ordres que pose l’esthétique. Ceux-ci, à leur tour, l’amenèrent aux mathématiques supérieures et à la métaphysique, vers lesquelles l’inclinait son esprit clair, passionné d’idées générales et d’abstractions synthétiques. » (Article nécrologique de Ch. Autran dans l'Illustration, 1940)
Ayant décidé de "consacrer sa vie à la métaphysique du Beau et du Bien", Warrain s’efforça, au fil de plus d’une douzaine d’ouvrages, de mettre au jour l’ordre caché qui détermine notre perception de l’univers. « Il est hors de doute qu’il existe une corrélation réelle entre les fonctions métaphysiques et mathématiques, et l’imperfection des tentatives pour les découvrir ne doit pas faire condamner ce genre de recherches » écrivait-il dès 1907.
Engagé volontaire en octobre 1914, (à 47 ans) il est parti lieutenant et revenu capitaine.

### Famille et amitiés
Esprit original, Warrain n'était pas un penseur solitaire. Son mariage avec Alix Baillehache-Lamotte fut heureux ; il eut quatre filles, le beau-père de l'armateur Léon Cyprien-Fabre (fils de Cyprien Fabre), d'où une nombreuse descendance dont il établissait, à chaque naissance, le thème astrologique.
Descendant de l'armateur et banquier Alexandre Warrain, Francis était le contemporain et l’allié de Marcel Baschet (1862-1941), peintre de portraits, et sa fille Marguerite (1890-1979) épousa le neveu de ce dernier, Louis (1889-1972), fils de René Baschet. Sa fille aînée, Suzanne (1889-1933), épousa l'un des fils de l'armateur Cyprien Fabre.
Il a collectionné les tableaux de  Gustave Moreau (1826-1898), dont l’important  tableau « Le poète et la sirène » de Gustave Moreau, (figure de l’artiste en androgyne abîmé aux pieds d’une femme dominatrice) peint en 1892-1893; il appartient aujourd’hui à la Fondation Matsuo, au Japon. « Narcisse » et la « Devineresse à L’oiseau Bleu » ont aussi fait part de sa collection.
Il appartenait à un groupe d'occultistes du genre « scientifique », qui comprenait Ernest Britt (le second mari de Mme Dina), Pierre Vincenti (sous le pseudonyme de Piobb, auteur de Le secret de Nostradamus et d'un Formulaire de Haute Magie) Oswald Wirth et le Dr. Rouhier, directeur commercial des Éditions Véga, tous hostiles à René Guénon.

### Attaches régionalistes

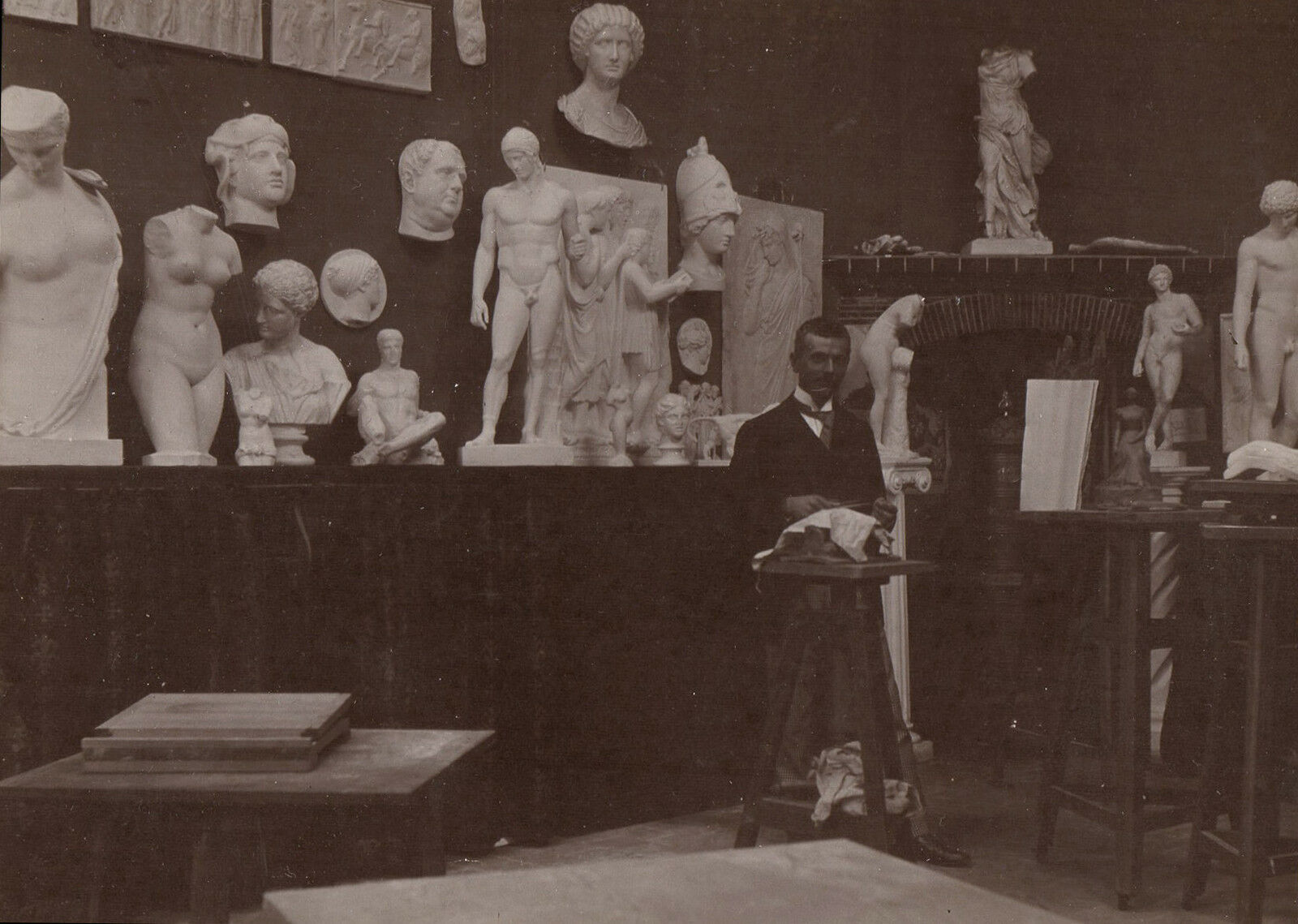
Atelier de sculpture - Francis Warrain.

Par son épouse Alix Baillache il devint le châtelain du Val-La-Reine, demeure dominant l’estuaire de la Seine à Vasouy, et se consacra – parallèlement à ses études métaphysiques -à la mise en valeur de la culture normande, notamment au musée de Honfleur. Archiviste de la "Société du Vieux Honfleur", il est l’auteur de la statue de Pierre Berthelot qui orne l’Église Sainte-Catherine de Honfleur, et du bronze qui personnifie Sainte Cécile entourée d’anges musiciens en l’église de Pennedepie.

## Décorations
- Croix de guerre 1914-1918 ( France).
- Chevalier de la Légion d’honneur (1918) ( France) .

## Distinctions
- Doctorat honoris causa de l’Université de Varsovie pour ses publications sur Hoëné Wronski  .

## Postérité intellectuelle
La vaste œuvre de Warrain n'est qu'en partie tombée dans l’oubli. Elle témoigne d’une époque de l’histoire des sciences  où des amateurs éclairés  – héritiers des érudits  des temps anciens – produisaient encore un travail scientifique respecté, ceci sans fonctions officielles ni rattachement à des institutions, mais avec une abnégation et une capacité de travail inlassables. On sait que ses ouvrages sur Wronski figuraient dans la bibliothèque de Jacques Lacan, et que Gilles Deleuze s’y réfère dans Différence et répétition (Paris, Puf, 1968).
Les courants occultistes modernes continuent de se réclamer de lui, comme en témoignent diverses rééditions de ses ouvrages. Ses livres sur la Kabbale et la Géomancie, rédigés vers 1910, (avant qu’il ne se consacre entièrement à l’étude du symbolisme mathématique), facette la plus popularisée de sa démarche intellectuelle, furent réédités dans la seconde moitié du siècle et traduits dans plusieurs langues.

## Citations
in: Préface de L’expression de la vie dans l’espace et dans le temps:
« Les vitesses unifient le temps en l’amenant à se quantifier en une certaine quantité d’espace. »
« Ce que nous appelons espace est sans doute la mémoire cosmique »
in: Théodicée de la Kabbale:
"Le progrès de la pensée consiste à établir graduellement la concordance de l’intuition profonde des Anciens avec l’analyse précise des Modernes."
in: Essai sur l’Harmonices mundi:
« [Kepler] a conçu l’univers comme sortant des mains de Dieu dans un état de perfection achevée, et cette perfection est subordonnée de façon rigoureuse à l’expression de l’harmonie mathématique et musicale. »
« Comment s’étonner de l’excellence de la Musique lorsque l’on voir que l’homme la crée en imitant le jeu de Dieu créateur dans l’ordre des mouvements célestes. »